# Bob Devereaux
Robert Humphrey Coleman „Bob” Devereaux (Cheshire, Ohio, 1897. augusztus 24. –  San Francisco, Kalifornia, 1974. április 28.) olimpiai bajnok amerikai  rögbijátékos.
A Stanford Egyetem csapatában játszott rögbit. Az 1924. évi nyári olimpiai játékokon az amerikai rögbicsapatban játszott és olimpiai bajnok lett.